# Vaszílisz Nikákisz
Vaszílisz Nikákisz (görögül: Βασίλης Nικάκης) (Agrinio, 1953. szeptember 28. –) görög nemzetközi labdarúgó-játékvezető.

## Pályafutása

### Nemzeti játékvezetés
Pályafutása során hazája legfelső szintű labdarúgó-bajnokságának játékvezetője lett. Az aktív nemzeti játékvezetéstől 1996-ban vonult vissza.

#### Nemzeti kupamérkőzések
Vezetett Kupa-döntők száma: 2.

##### Szuper Kupa
| Időpont             | Helyszín                      | Mérkőzés típusa | Mérkőzés                         | Eredmény |
| ------------------- | ----------------------------- | --------------- | -------------------------------- | -------- |
| 1993. augusztus 29. | Spyridon Louis Stadion, Athén | döntő           | AÉK–Olimbiakósz SZFP             | 1 : 3    |
| 1994. augusztus 18. | Spyridon Louis Stadion, Athén | döntő           | AÉK Athína–PAE Panathinaikósz AÓ | 0 : 1    |

### Nemzetközi játékvezetés
A Görög labdarúgó-szövetség Játékvezető Bizottsága (JB) 1989-ben terjesztette fel nemzetközi játékvezetőnek, a Nemzetközi Labdarúgó-szövetség (FIFA) bíróinak keretébe. Több nemzetek közötti válogatott és klubmérkőzést vezetett. A görög nemzetközi játékvezetők rangsorában, a világbajnokság-Európa-bajnokság sorrendjében a 2. helyet foglalja el 9 találkozó szolgálatával. Az aktív nemzetközi játékvezetéstől 1996 nyarán búcsúzott.

#### Labdarúgó-világbajnokság
A világbajnoki döntőhöz vezető úton Egyesült Államokba a XV., az 1994-es labdarúgó-világbajnokságra a FIFA JB bíróként alkalmazta.

##### 1994-es labdarúgó-világbajnokság

###### Selejtező mérkőzés
| Időpont            | Helyszín                               | Mérkőzés típusa               | Mérkőzés                | Eredmény | Nézők száma |
| ------------------ | -------------------------------------- | ----------------------------- | ----------------------- | -------- | ----------- |
| 1992. május 6.     | Steaua Stadion, Bukarest               | előselejtező (4. csoport)     | Románia–Feröer-szigetek | 7 : 0    | 10 000      |
| 1992. december 1.  | Nemzeti Stadion, Ramat-Gan             | előselejtező (6. csoport)     | Izrael–Bulgária         | 0 : 2    | 15 000      |
| 1993. március 24.  | La Favorita Stadion, Palermo           | előselejtező (1. csoport)     | Olaszország–Málta       | 6 : 1    | 36 903      |
| 1993. június 9.    | Feyenoord Stadion, Rotterdam           | előselejtező (2. csoport)     | Hollandia–Norvégia      | 0 : 0    | 42 600      |
| 1993. július 6.    | Központi Stadion, Damaszkusz           | Ázsia (AFC) zóna (B. csoport) | Szíria–Irán             | 1 : 1    |             |
| 1993. november 17. | Ramón Sánchez Pizjuán Stadion, Sevilla | előselejtező (3. csoport)     | Spanyolország–Dánia     | 1 : 0    | 38 000      |

#### Női labdarúgó-világbajnokság
A világbajnoki döntőkhöz vezető úton Kínába rendezték az I., az 1991-es női labdarúgó-világbajnokságot, ahol a FIFA JB játékvezetőként alkalmazta. A FIFA JB biztonsági döntés alapján férfi és női játékvezetőket hívott a tornára. Egy alkalommal egyes számú (a kor előírása szerint játékvezetői sérülésnél továbbvezeti a találkozót) pozíciós küldést kapott. Világbajnokságon vezetett mérkőzéseinek száma: 2.

##### 1991-es női labdarúgó-világbajnokság

###### Világbajnoki mérkőzés
| Időpont            | Helyszín                             | Mérkőzés típusa        | Mérkőzés          | Eredmény | Nézők száma |
| ------------------ | ------------------------------------ | ---------------------- | ----------------- | -------- | ----------- |
| 1991. november 19. | Guangdong Provincial Stadion, Kanton | selejtező (A. csoport) | Kína–Dánia        | 2 : 2    | 27 000      |
| 1991. november 24. | Központi Stadion, Zhongshan          | egyik negyeddöntő      | Dánia–Németország | 1 : 2    | 12 000      |

#### Európa-bajnokság
Az európai-labdarúgó torna döntőjéhez vezető úton Svédországba a IX., az 1992-es labdarúgó-Európa-bajnokságra és Angliába a X., az 1996-os labdarúgó-Európa-bajnokságra az UEFA JB játékvezetőként foglalkoztatta.

##### 1992-es labdarúgó-Európa-bajnokság
| Időpont         | Helyszín                       | Mérkőzés típusa           | Mérkőzés                    | Eredmény | Nézők száma |
| --------------- | ------------------------------ | ------------------------- | --------------------------- | -------- | ----------- |
| 1991. május 16. | Crvene Zvezde Stadion, Belgrád | előselejtező (4. csoport) | Jugoszlávia–Feröer-szigetek | 7 : 0    | 6 745       |

##### 1996-os labdarúgó-Európa-bajnokság
| Időpont            | Helyszín                   | Mérkőzés típusa           | Mérkőzés               | Eredmény | Nézők száma |
| ------------------ | -------------------------- | ------------------------- | ---------------------- | -------- | ----------- |
| 1995. március 29.  | Všešportový Stadion, Kassa | előselejtező (1. csoport) | Szlovákia–Azerbajdzsán | 4 : 1    | 12 450      |
| 1995. november 15. | Olimpiai Stadion, Berlin   | előselejtező (7. csoport) | Németország–Bulgária   | 3 : 1    | 75 841      |

#### Nemzetközi kupamérkőzések

##### UEFA-bajnokok Ligája
| Időpont              | Helyszín                   | Mérkőzés típusa                    | Mérkőzés                         | Eredmény | Nézők száma |
| -------------------- | -------------------------- | ---------------------------------- | -------------------------------- | -------- | ----------- |
| 1988. október 5.     | Városi stadion, Tatabánya  | előselejtező (1. kör, 2. mérkőzés) | Tatabányai Bányász–VfB Stuttgart | 2 : 1    |             |
| 1995. szeptember 27. | Üllői út Stadion, Budapest | selejtező (D. csoport)             | Ferencvárosi TC–AFC Ajax         | 1 : 5    | 17 743      |

##### UEFA-kupa
| Időpont              | Helyszín            | Mérkőzés típusa              | Mérkőzés                  | Eredmény |
| -------------------- | ------------------- | ---------------------------- | ------------------------- | -------- |
| 1991. szeptember 18. | Városi Stadion, Vác | előselejtező (1. csoportkör) | Vác FC–FK Gyinamo Moszkva | 1 : 0    |